# Michael Woods (Musiker)
Michael Anthony Woods ist ein britischer DJ, Musikproduzent und Remixer im Bereich Trance, House und Progressive. Er ist auch unter den Pseudonymen Warrior und Accadia bekannt.

## Biographie
Seine ersten Erfolge hatte Michael Woods unter dem Pseudonym Warrior mit seiner Debütsingle „Warrior“. Diese erreichte in den UK-Singlecharts Platz 19. Die Nachfolgesingle „Voodoo“ erreichte Platz 37. Weitere Singles veröffentlichte er unter dem Pseudonym Accadia.
Große Bekanntheit erlangten auch die Songs „If U Want Me“ mit der Stimme des australischen Models Imogen Bailey sowie „Solex (Close to the Edge)“ mit den Vocals von Juliette Jaimes. Für beide Songs wurde auch ein Musikvideo produziert. Ebenso produzierte er Examples internationalen Hit „Changed the Way You Kiss Me“.
Seine Schwester, Marcella Woods, ist auch eine bekannte Sängerin, die unter anderem mit Matt Darey zusammenarbeitet. Ihre Stimme erscheint auch beim Song „So Special“, einer Ko-Produktion von Michael Woods mit Judge Jules. Als Out of Office haben die Geschwister in den Jahren 2007 und 2008 außerdem die Singles „Hands Up“ und „Break of Dawn“ veröffentlicht.

## Diskografie

### Singles
- 1999: Bailamos (als M3 mit Matt Darey & Marcella Woods)
- 2000: Warrior (als Warrior)
- 2000: Voodoo (als Warrior)
- 2001: Into the Dawn (als Accadia)
- 2002: Blind Visions (als Accadia)
- 2002: Heaven Sent (als M1)
- 2002: Released (als Praetorian)
- 2003: If U Want Me (als Warrior feat. Imogen Bailey)
- 2003: X (als Warrior)
- 2003: Solex (Close To The Edge) (feat. Juliette Jaimes)
- 2005: So Special (mit Judge Jules feat. Marcella Woods)
- 2006: Hit the Bricks (als Mike Hunt)
- 2007: Hands Up (als Out of Office mit Marcella Woods)
- 2008: Break of Dawn (als Out of Office mit Marcella Woods)
- 2008: Dancing In The Dark (als Schwarzkopf)
- 2009: Dropzone
- 2010: Dynamik
- 2010: Domino's (mit Chris Lake)
- 2010: No Access
- 2011: First Aid
- 2011: Front Line
- 2011: What's What
- 2011: Burned You Away
- 2011: VMS
- 2011: Bullet
- 2011: I Wish
- 2011: Last Day on Earth
- 2011: Full Access
- 2012: Warrior
- 2012: We've Only Just Begun (feat. Ester Dean)
- 2013: Platinum Chains
- 2013: Ctrl + Alt + Delete
- 2013: Clanga
- 2013: The Pit
- 2014: Flash Hands

### Remixe (Auswahl)
- 2000: Tillmann Uhrmacher – Bassfly
- 2000: Salt Tank – Eugina
- 2000: Energy 52 – Café del Mar
- 2000: Solar Stone – Seven Cities
- 2000: Xstasia – Sweetness
- 2001: Humate – Love Stimulation
- 2001: Delerium feat. Sarah McLachlan – Silence
- 2002: Art of Trance – Madagascar
- 2002: Ian Van Dahl – Try
- 2002: iiO – At the End
- 2003: Sonique – Can't Make Up My Mind
- 2003: Lost Tribe – Gamemaster
- 2004: Candee Jay – If I Were You
- 2005: Matt Darey – Liberation 2005
- 2007: Chicane vs. Natasha Bedingfield – Bruised Water
- 2009: Chicane – Hiding All The Stars
- 2009: Deadmau5 – Strobe
- 2010: Estelle – Freak
- 2010: Deadmau5 & Chris Lake – I Said
- 2010: Robyn – Dancing On My Own
- 2010: Kylie Minogue – All The Lovers
- 2010: Underworld – Always Loved a Film
- 2010: Kaskade feat. Haley – Dynasty
- 2010: John O’Callaghan feat. Sarah Howells – Find Yourself
- 2010: Moguai – Oyster
- 2010: Way Out West – The Gift
- 2011: Martin Solveig – Hello
- 2011: Clashback – Outset
- 2011: Calvin Harris feat. Kelis – Bounce
- 2011: Diddy Dirty Money feat. Swizz Beatz – Ass on the Floor
- 2011: NO ID – How R U Feeling Right Now
- 2011: Benny Benassi feat. Gary Go – Close to Me
- 2012: Funkagenda – Shinjuku